# Wierchnije Domaniczi
Wierchnije Domaniczi (ros. Верхние Доманичи) – wieś (ros. деревня, trb. dieriewnia) w zachodniej Rosji, w osiedlu wiejskim Prigorskoje rejonu smoleńskiego w obwodzie smoleńskim.

## Geografia
Miejscowość położona jest nad Dnieprem, 11 km od drogi federalnej R120 (Orzeł – Briańsk – Smoleńsk – Witebsk), 24,5 km od drogi magistralnej M1 «Białoruś», 11 km od centrum administracyjnego osiedla wiejskiego (Prigorskoje), 18,5 km od Smoleńska, 5 km od stacji kolejowej (Tyczinino).
W granicach miejscowości znajdują się ulice: Borowikowskaja, Dnieprowskaja, Dnieprowskij 1-yj pierieułok, Dnieprowskij 2-oj pierieułok, Polewoj pierieułok, Proletnaja.

## Demografia
W 2010 r. miejscowość zamieszkiwały 2 osoby.